# (33890) 2000 KQ24
2000 KQ24 (asteroide 33890) é um asteroide da cintura principal. Possui uma excentricidade de 0.20598370 e uma inclinação de 3.58340º.
Este asteroide foi descoberto no dia 28 de maio de 2000 por LINEAR em Socorro.